# Euxoa doufanae
Euxoa doufanae är en fjärilsart som beskrevs av Charles Oberthür 1918. Euxoa doufanae ingår i släktet Euxoa och familjen nattflyn. Inga underarter finns listade i Catalogue of Life.